# Залюття (Забродівська сільська громада)
Залю́ття — село у Забродівській сільській громаді Ковельського району Волинської області.

## Історія
У 1906 році хутір Хотешівської волості Ковельського повіту Волинської губернії. Відстань від повітового міста 88 верст, від волості 27. Дворів 18, мешканців 93.
До 9 жовтня 2016 року село входило до складу Щедрогірської сільської ради Ратнівського району Волинської області.
19 липня 2020 року, в результаті адміністративно-територіальної реформи та ліквідації Ратнівського району, село увійшло до новоутвореного Ковельського району.

## Населення
Згідно з переписом УРСР 1989 року чисельність наявного населення села становила 157 осіб, з яких 76 чоловіків та 81 жінка.
За переписом населення України 2001 року в селі мешкало 105 осіб. 100 % населення вказало своєю рідною мовою українську мову.